# Finsteraarhorn
Le Finsteraarhorn, culminant à 4 274 mètres d'altitude, est le plus haut sommet du massif des Alpes bernoises, à la frontière entre les cantons du Valais et de Berne en Suisse. Vu du sud-est, il se présente comme une pyramide élancée qui se redresse en s'approchant du sommet. Compte tenu de son éloignement par rapport aux vallées, la structure du Finsteraarhorn ne se dévoile entièrement qu'après un long cheminement en montagne.

## Toponymie
Finsteraarhorn peut se traduire par « dent sombre de l'Aar ».

## Géographie

### Situation

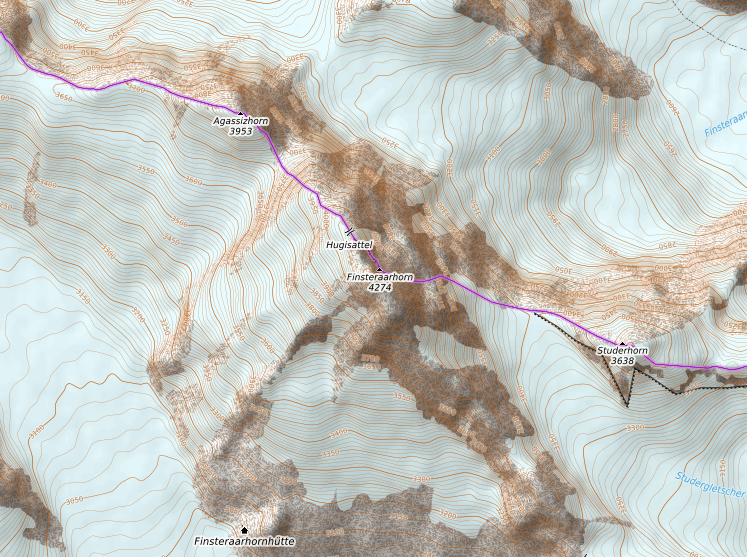
Carte topographique du Finsteraarhorn.

Le Finsteraarhorn se situe dans le canton de Berne et l'arrondissement administratif d'Interlaken-Oberhasli. Il constitue le point culminant du canton de Berne (4 274 m). Il se dresse dans la partie centrale d'une longue et étroite crête d'orientation nord-ouest - sud-est allant de l'Agassizhorn au Finsteraar Rothorn (3 530 m).

### Topographie
Le Finsteraarhorn présente trois faces présentant des caractères bien spécifiques et délimitées par l'arête nord-ouest, l'arête sud et l'arête sud-ouest :
- la face sud-ouest, organisée par strate est neigeuse et d'un abord relativement aisé ; elle domine le glacier du Walliser Fiescherfirn ;
- la face nord-est qui présente une large muraille redressée d'où émerge le puissant éperon nord-est ; elle domine le glacier du Finsteraar ;
- la face sud-est à la forme d'une pyramide dotée d'une sommet effilé ; elle domine le glacier de Studer.

### Géologie
Du point de vue géologique, le Finsteraarhorn appartient au massif de l'Aar et est constitué d'amphibolite. Il s'agit d'une roche dure qui explique le caractère élancé du Finsteraarhorn et foncée (vert-noir) d'où vient sa dénomination.

## Premières ascensions
- 16 août 1812 : tentative d'ascension et peut-être première ascension (non attestée) par Arnold Abbühl, Joseph Bortis et Alois Volker.
- 19 août 1828 : versant sud-ouest et arête nord-ouest (voie normale) par Jakob Leuthold et Johann Wahren. Les deux hommes étaient les guides du géologue et chercheur Franz Joseph Hugi qui avait dû s'arrêter en raison d'une entorse.
- 16 juillet 1904 : éperon nord-est par le guide Fritz Amatter et Gustav Adolf Hasler.
- 1967 : éperon nord-est voie directe par Kazimierz Glazek et Krzysztof Zdzitowiecki.
- 1970 : Paul Etter, Ueli Ganterbein et Ernst Scherrer réalisent la première ascension hivernale de la voie directe de l'éperon nord-est.

Une croix a été fixée à son sommet  avec l'inscription « Soli Deo Honor ».

## Alpinisme

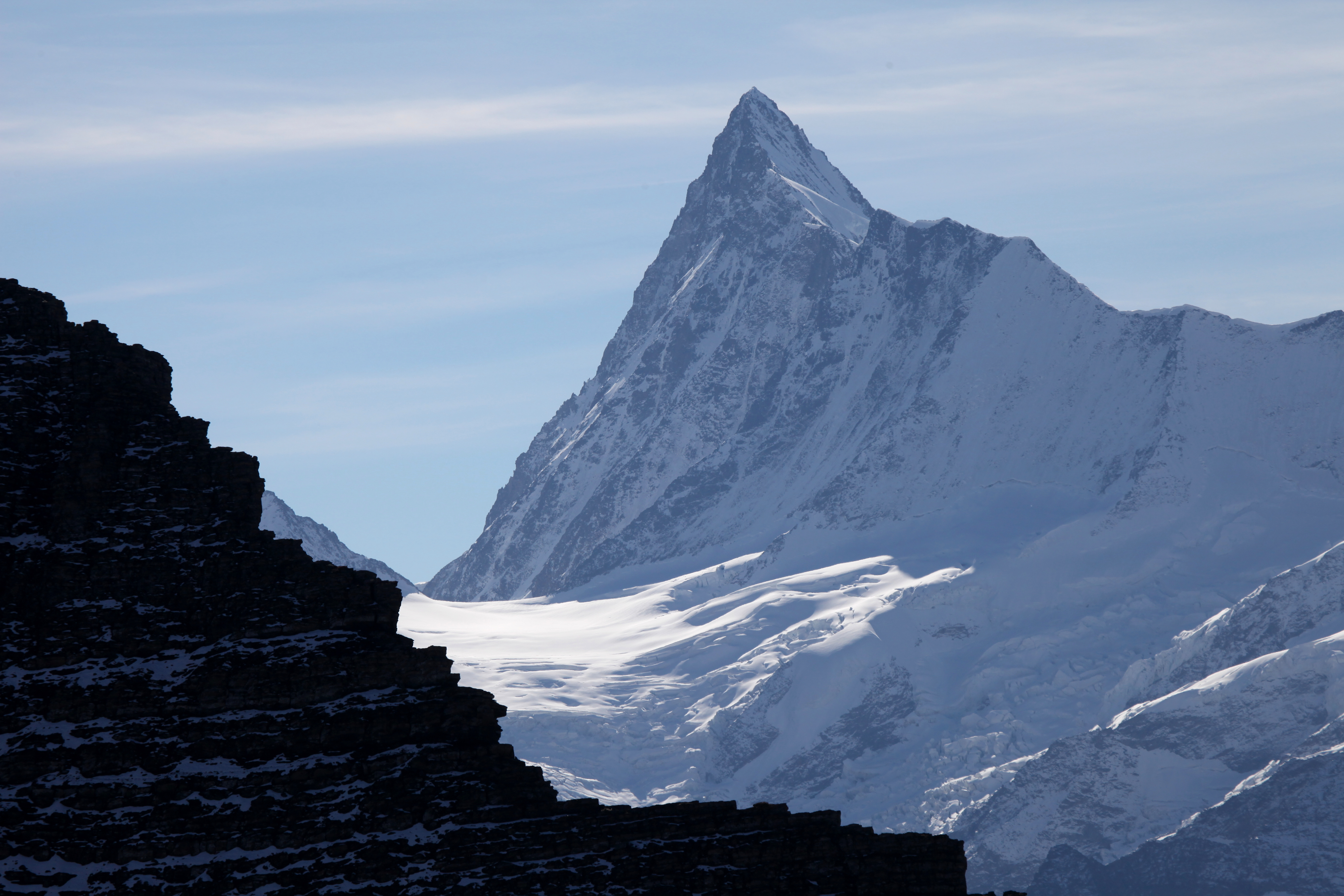
Le Finsteraarhorn vu du sud-est.

Étant donné que le Finsteraarhorn se situe au centre du massif des Alpes bernoises, la voie d'approche à son pied est longue et se fait principalement par l'est via le col du Grimsel.
Les voies classiques d'ascension sont :
- versant sud-ouest et arête nord-ouest (voie normale) : PD ; point de départ : cabane du Finsteraarhorn (3 048 m), propriété du Club alpin suisse ;
- intégrale arête sud-est : D+ ; points de départ : cabane de l'Oberaarjoch (3 258 m) et cabane du Finsteraarhorn (3 048 m), propriétés du Club alpin suisse ;
- éperon nord-est : TD+ ; points de départ : bivouac de l'Aar (2 780 m), cabane de Strahlegg (2 687 m) et cabane de Lauteraar (2 392 m), propriétés du Club alpin suisse.